# 東急8090系電車

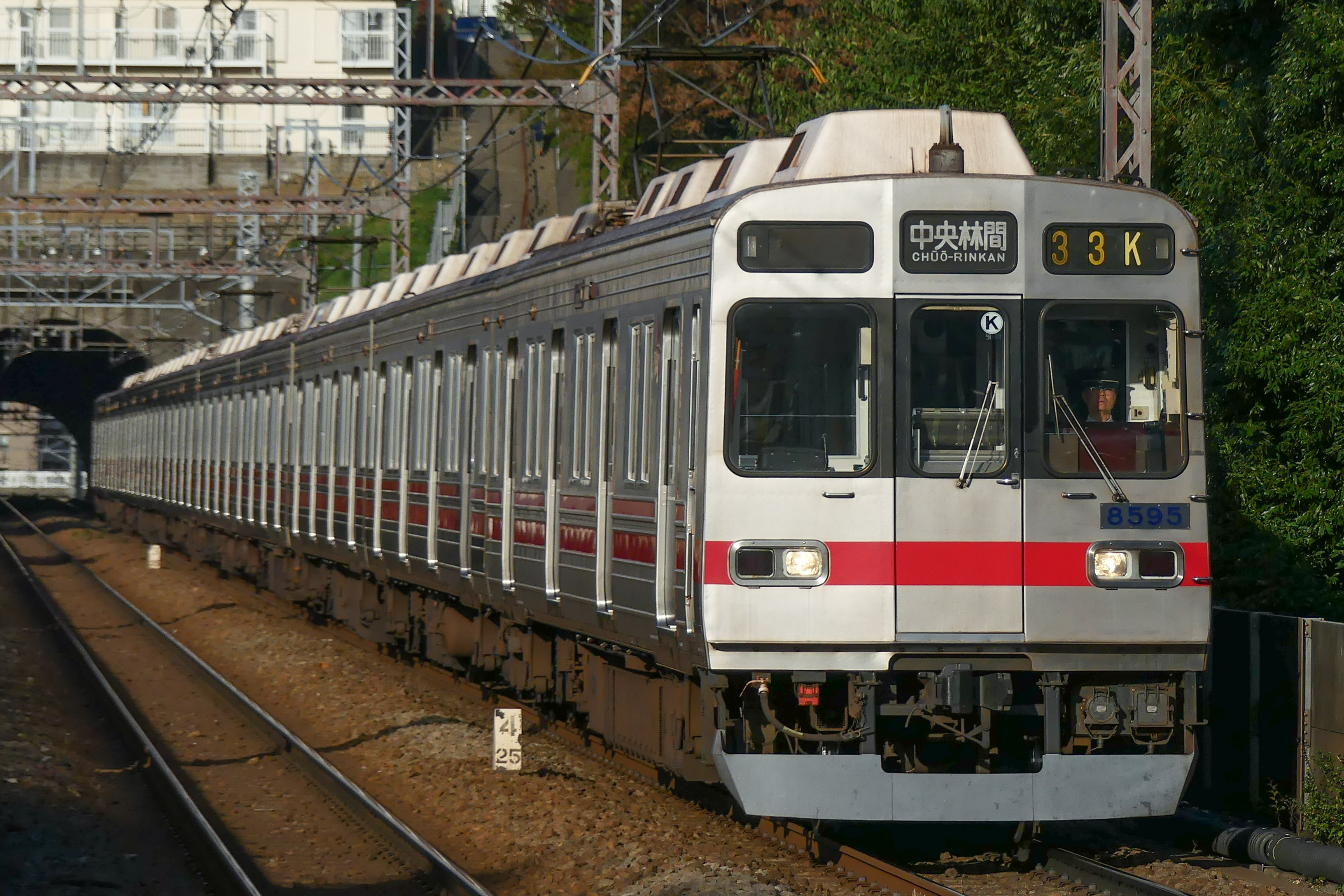
8590系

東急8090系電車（とうきゅう8090けいでんしゃ）は、1980年（昭和55年）12月27日に営業運転を開始した東京急行電鉄の通勤形電車。
本項では、8590系と呼ばれる前面貫通扉付の先頭車両についてもあわせて記述する。
解説の便宜上、本項では東急線内での渋谷・大井町方先頭車の車両番号+F（Formation=編成の頭文字）を編成名として記述する（例・クハ8093以下5両編成=8093F）。

## 概要
8090系は、1978年（昭和53年）に試作された8000系・デハ8400形（初代） の実績に基づき、日本の鉄道車両としては初めてとなる、航空機の強度解析に使用される有限要素法を用いたコンピュータ解析による車体設計がなされ、必要な強度と剛性を保ったまま、従来のオールステンレス車両より、1両当たりで約24%（約2t）、編成全体で約8%の重量を軽減することに成功した、日本初の量産ステンレス軽量車体を採用した車両である。
1980年から1985年にかけて8両編成10本80両を、また1988年から1989年にかけて、将来の東横線と横浜高速鉄道みなとみらい線との直通運転を見越して組成を組み替えるための先頭車10両 の、計90両が東急車輛製造で製造された。前者は8090系と呼ばれ、後者は8590系と呼ばれる。また、先頭車のみのグループである8590系の編成は、中間車として組み込まれている8090系も含め、8590系と呼ばれることがある 。
広義の8000系に含まれる車両であるが、外観の違いやこのグループのみで編成を組むことから、区別されることが多い。
計画当初は、前面形状に丸みを持たせたデザイン案が2種類程度出されていた。しかし、電鉄上層部の意向から切妻に近い形にせざるを得ず、丸みのあるデザインは却下された。当初は「9000系」という仮称であった。

## 車両概説

### 外観
外板仕上げは幕板（側窓上部）と腰板（側窓下部）はヘアライン仕上げ（光沢あり）、吹寄板（側窓周辺）と客用ドア、妻面はダルフィニッシュ仕上げ（梨地のつや消し）とした。東急のステンレス車では初めて側面に赤帯を2本通しており、従来のステンレス車体に側面に設けられたひずみ防止用のコルゲートを廃止しため、車体断面は側構体を車体上部を内傾させ裾を絞った卵形とした。外板の厚さは0.8mmから1.5mmと0.7mm厚くした。側窓は、現物合わせで組み立てるものではなく、事前にアウトワークで組み立てた側窓ユニットを、車体に搬入して取り付ける合理的な方式とした。
正面は非貫通構造の3面折妻とし、前照灯は角型となり、尾灯と一体化し車体下部に設置した。クハ8090形の前面の窓ガラスは当初、3枚を連続で固定していたが、後に破損時の交換を容易にするために個別に固定するように改造した。前面の種別・行先表示器、運行番号表示器はできる限り拡大した。

### 車内
車内はベージュ色で「ソリッドパターン」の柄入り化粧板を使用した。床面は茶色のロンリウムKを貼り付けている。座席表地はえんじ色である。荷棚は塩化ビニルパイプからステンレス金網式に変更した。
冷房装置は分散式で、東京芝浦電気製RPU-2204形で、能力9.3 kW（8,000 kcal/h）のものを各車4台搭載している（1両あたりの容量は37.21 kW（32,000 kcal/h））。
2次車までの運転台は低運転台構造で、計器盤の高さは前面窓の底辺に揃えられている。マスコンハンドルは大形品である。

### 走行機器など
主回路制御方式は8000系と同様の界磁チョッパ制御だが、制御段数を増やして乗り心地の改善を図った。デハ8190形・デハ8690形の主制御器は日立製作所製のMMC-HTR-20F（直列15段・並列13段・弱め界磁無段階）で、起動加速度は2.7km/h/s（7両編成時・4M3T）である。制御方式は自車と隣り合うM2車またはM2cを制御する1C8M方式で、主電動機は端子電圧375VのTKM-80形である。TKM-80形は絶縁種別をH種からC種に変更し、電機子直径を20 mm、電動機外径を35 mm縮小して1台あたり65 kgの小型軽量化を図った。2次車で新たに製造されたデハ8490形は単独M車（1C4M）となり、主制御器はMMC-HTR-10形に、主電動機は端子電圧750VのTKM-82形となる。
台車は軸ばね式空気ばね台車のTS-807B形（電動車）とTS-815B形（付随車、新製時）で、ともに新製時から波打車輪を採用し、走行音の低減を図っている。8000系・8500系の同形台車と比較した場合、仕様を見直ことで電動台車（主電動機・駆動装置含む）が約300 kgの軽量化を図った7,030 kg（主電動機の軽量化分含む）に、付随台車（排障器なし）は約190 kgの軽量化を図った4,480 kgとなる。基礎ブレーキは、動力台車が片押し式踏面ブレーキ構造、付随台車も製造時は同様の構造であった。ただし、4次車以降の付随台車は基礎ブレーキを1軸2枚のディスクブレーキ構造としたTS-815D形が採用され、それ以前に製造されたTS-815B形台車もディスクブレーキ化改造（1軸2枚）を実施し、形式はTS-815E形に変更された。
2次車までの冷房電源用の補助電源装置は、クハ8090形奇数番号車に140 kVA電動発電機（MG・渋谷寄り6両に給電）を、クハ8090形偶数番号車にGTOサイリスタ素子を使用した新品の50 kVA静止形インバータ（SIV・桜木町寄り2両に給電）を採用した。MGは8500系に中間車代用として組み込まれていたクハ8000形偶数番号車から、東横線復帰時に取り外したものを再用したものである。

#### 増備車の変更点
2次車（8000系13次車）
屋根仕上げを、屋根布を貼り付ける方式から塗り屋根方式に変更。座席端の袖仕切パイプ形状を変更。運転台周りの塗装をつや消しに、前照灯は150W/50Wから150W/150Wとして照度を向上させた。
3次車（8000系15次車）
デハ8491のみ
4次車（8000系16次車）
4次車では機器配置の見直し（重量の平準化）および、編成順序の変更（Tc2 - M2 - M1 - T - M - M2 - M1 - Tc1）が行われた。8000系（狭義）デハ8400形8401 - 8405号車のデハ8100形への改造に伴い、捻出された主電動機・制御装置などの電装品をデハ8494 - 8498号車（5両）に再用した。1・2次車では前照灯・尾灯ケースは赤帯の下に取り付けられていたが、3次車から照射距離を延長するため、200 mm上げられて赤帯の位置となる。前面窓は中央の窓にもワイパーとデフロスターが設置された。戸閉車側灯は、丸型から小判型のものとし、視認性を向上させた。
運転台は将来のATC化に対応した8500系同様の高運転台構造となり、乗務員室奥行きは175 mm拡大（運客室仕切壁を客室寄りに移動。奥行き1,150 mm→1,325 mm）、合わせて乗務員室側開戸（がわひらきど。側面の乗務員室出入口）位置を175 mm客室寄りに移設した。計器盤は運転台台座ごと大きくかさ上げされ、計器盤レイアウトが大幅に変更された。左側壁面には故障表示灯が設置され、マスコンハンドルは8500系同様の小型品となる。
界磁チョッパ装置の使用素子は、逆導通サイリスタからGTOサイリスタを使用したものとなり、機器箱が小型化された。冷房電源用の補助電源装置はMG + 50 kVA-SIVの組み合わせから、大容量の170 kVAGTOサイリスタを使用した静止形インバータ（SIV）となり、1台で8両全車に給電する。台車の基礎ブレーキ変更（前述）。ブレーキは、降雪時に使用する耐雪ブレーキを設置、空気圧縮機には除湿装置が取り付けられた。
5次車（8000系17次車）
側面吹寄板の割り付けが変更され、幕板部との継ぎ目位置が高くなり、また継ぎ目をフラットとした。4次車同様、8000系（狭義）デハ8400形8406・8407号車のデハ8100形への改造に伴い、捻出された主電動機・制御装置などの電装品をデハ8499・8490号車に再用した。同様に8000系（狭義）サハ8300形のデハ8200形への改造に伴い、捻出された付随車用の台車はクハ8090形・サハ8390形に再用した。
8590系（8000系20次車）
室内見付は8090系に準じたもので、座席端部はステンレスパイプ仕切りによる構成だが、一般席の座席表地は茶色とマルーン色とし、3人掛けと4人掛け座席間には仕切板を入れた。8500系では運転台と車掌台背後（乗務員室と客室の仕切壁）にATC装置を搭載していたが、8590系では床下への設置（将来への対応）として、運転席背後から前面展望を可能とした。放送装置は自動放送装置を備える。
前面方向幕はローマ字併記に、運行番号表示器は2桁→3桁対応、方向幕はマイクロスイッチ方式（方向幕に開けられた穴パターンを読み取る）から直列デジタル伝送方式（SPC-M・方向幕にあるバーコードを読み取る）とされた。外観では9000系の仕様が取り入れられ、ウィンドウォッシャー付電動式ワイパー、電子警笛（電子ホーン）が採用され、前面ステップは大形化された。前面の貫通扉は乗務員室側（内開き）に開く。車側灯は（戸閉）は縦長として視認性を向上、前照灯・尾灯ケースは外部から交換できるようヒンジ付きとなった。電動空気圧縮機（CP）は、低騒音形のHS-20G形（直流駆動）である。

## 沿革

### 8090系の製造

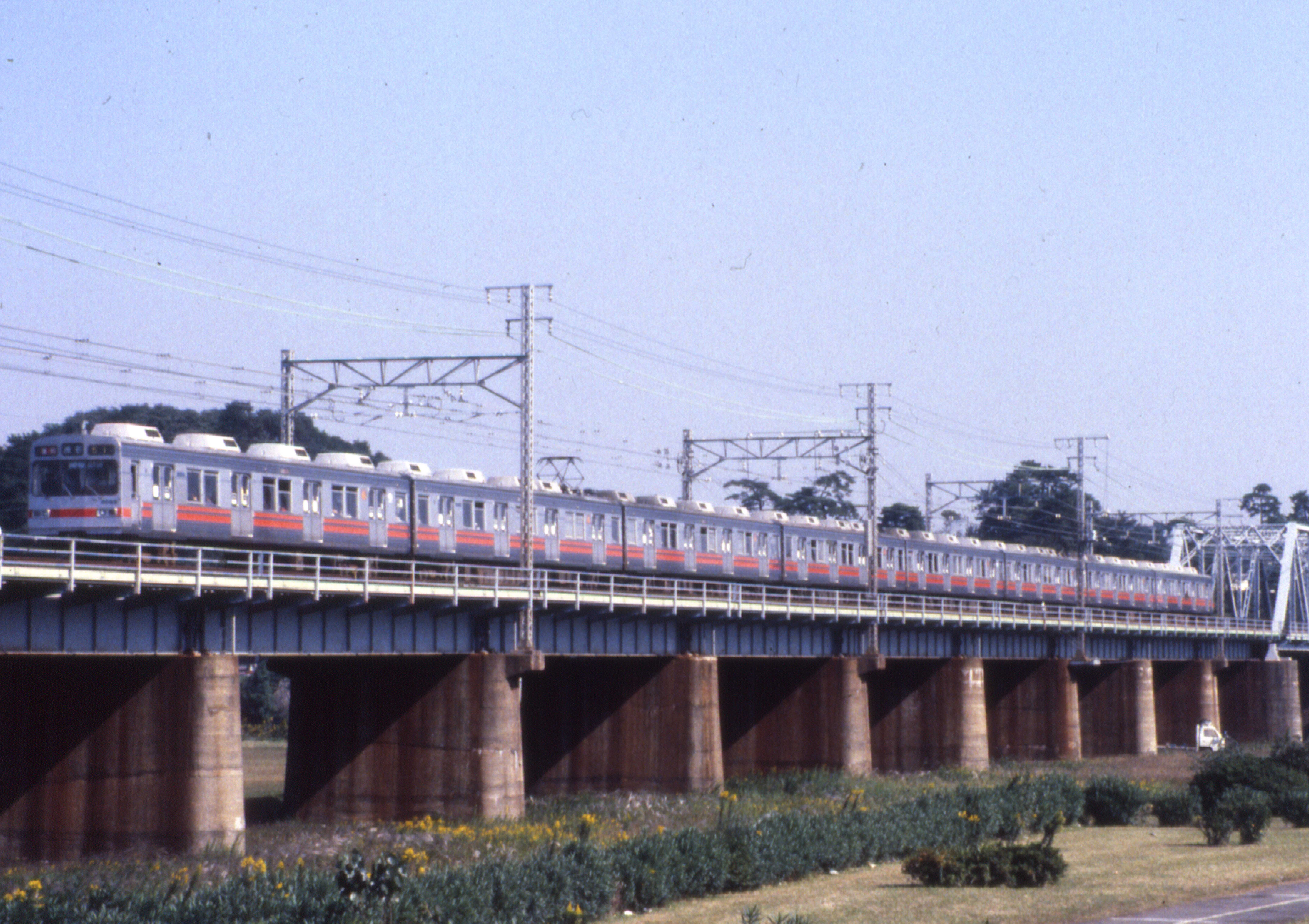
東横線を走る8090系
（1988年8月 / 新丸子駅 - 多摩川園駅間）

1980年に東横線に最初の投入が行われた。1次車（8000系12 - 1次車）1本 (8091F) は7両編成（Tc2 - M2 - M1 - T - M2 - M1 - Tc1〈MT比4M3T〉）だった。
1982年2月に製造された2次車（8000系13次車）2本 (8093F・8095F) が8両編成（Tc2 - M - M2 - M1 - T - M2  -M1 - Tc1〈5M3T〉）で投入される。1次車も 1983年に1両（8491）を増結して8両編成となった。
1984年12月から1985年4月にかけて4次車（8000系16次車）として5本（8097F・8099F・8081F・8083F・8085F）が製造される。これにより車両番号の下2桁は90番台を使い切ったことから80番台が付与された。
1985年には5次車（8000系17次車）2本（8087F・8089F）が増備され、8090系の製造はこれで終了した。

### 8590系の製造による組成変更

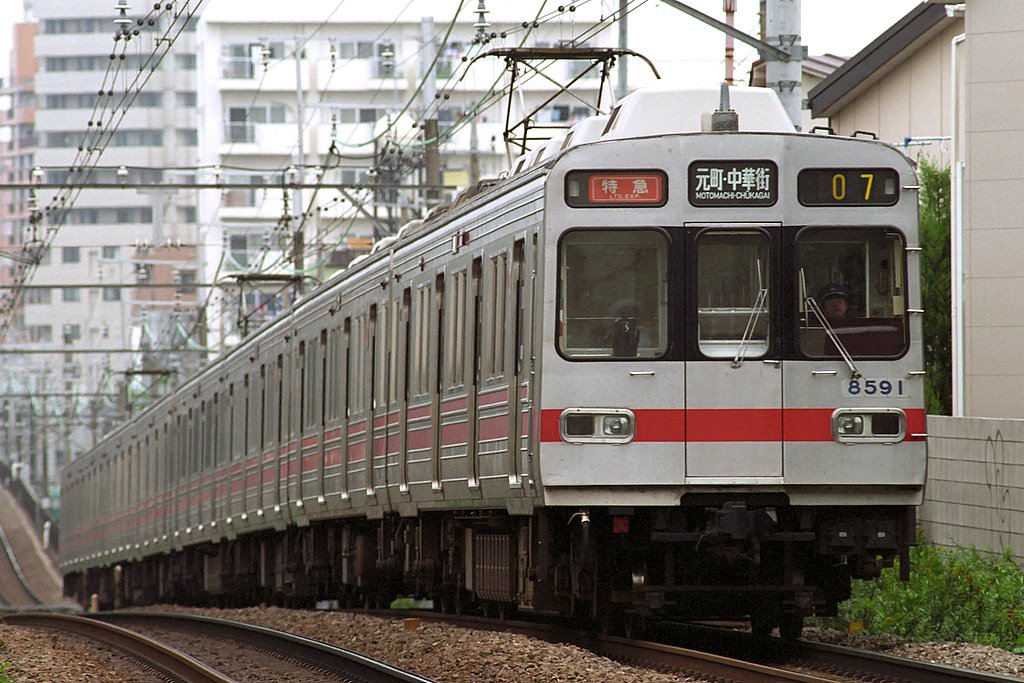
東横線を走る8590系
（2005年7月24日 / 都立大学駅 - 自由が丘駅間）

1988年9月から1989年2月にかけて、将来のみなとみらい線との直通運転に備え、編成出力を上げることを目的としたMT比を従来の5M3Tから6M2Tに増強するため、組成変更を実施した。8000系（狭義）は6M2Tの8両編成で起動加速度3.3 km/h/sを有するが、本系列 5M3Tの8両編成は起動加速度3.1 km/h/sとやや低く、各駅停車に運用しづらい難点があった。
地下鉄乗り入れに必要な前面貫通式とし、また制御電動車としたデハ8590形（M1c、桜木町・元町・中華街寄り先頭車）とデハ8690形（M2c、渋谷寄り先頭車） を各5両新製。従来の8両編成から3両 (M1 - M2 - T) ずつ抜き、先頭車2両に抜いた3両×2を組み合わせた、8両編成5本（6M2T）を新たに組成した。6M2Tの8両編成化後は、起動加速度3.3 km/h/sに向上した。
組成変更に伴い、サハ8390形偶数番号車は床下に冷房電源用の170 kVA-SIVを新設し、同車の空気圧縮機は大井町線用のデハ8290形に移設、蓄電池はクハ8090形偶数番号車に移設した。クハ8090形8092・8094・8096の冷房電源用50 kVA-SIVは撤去し、機器はデヤ7200号（改造当時はデハ7200号）と7000系の水間鉄道譲渡車（冷房改造車）に再用した。一方、サハ8390形奇数番号車とデハ8290形の10 kVA-SIVは存置されたが、1991年にサハ8390形奇数番号車にも170 kVA-SIVを新設し、10 kVA-SIVは撤去した（2電源化工事）。
また、従来の編成から3両抜かれて残った5両編成（3M2T）は大井町線に転用された。
この8両編成を特に8590系と呼んで区別することがある。8500番台になったのは先頭車が電動車であるという8500系の要素が入っているためである。営業運転開始時は同線の急行専用（平常時）だったが、2001年3月28日のダイヤ改正で特急から各駅停車までの本線系統全種別に充当されるようになった。

### 8590系の田園都市線への一時的な転用
1997年（平成9年）3月25日の東横線ダイヤ改正に伴う運用減により、8694Fと8695Fが田園都市線に転属した。8694Fは8695Fから2両を組み込んで8M2Tの10両編成とし、同年8月21日から営業を開始した。この際には半蔵門線へも乗り入れ、8590系では初の地下鉄乗り入れとなった。6両編成となった8695Fは予備車となり、営業運転は一度も行われなかった。
また、2001年（平成13年）3月28日に東横線ダイヤ改正に伴う運用減により、8693Fが田園都市線に転属した。同編成は4両を8695Fに提供して予備車となり、営業運転は行われなかった。一方、10両編成となった8695Fは同年5月25日から運行を開始し、約3年半ぶりの営業運転復帰となった。なお、田園都市線は2003年から東武線への直通運転を開始したが、本系列は撤退まで東武への直通列車には用いられなかった（先頭車の前面に東武線に入線しない編成であることを示すKマークを貼付していた）。
2003年（平成15年）、田園都市線への5000系投入に伴い8693F - 8695Fが1997年までと同様の8両編成3本に組み替えられ、東横線に復帰し、2004年（平成16年）2月1日、ようやく当初の計画通りにみなとみらい線への直通運転を開始した。

### 8590系の大井町線転用とそれに伴う中間車廃車

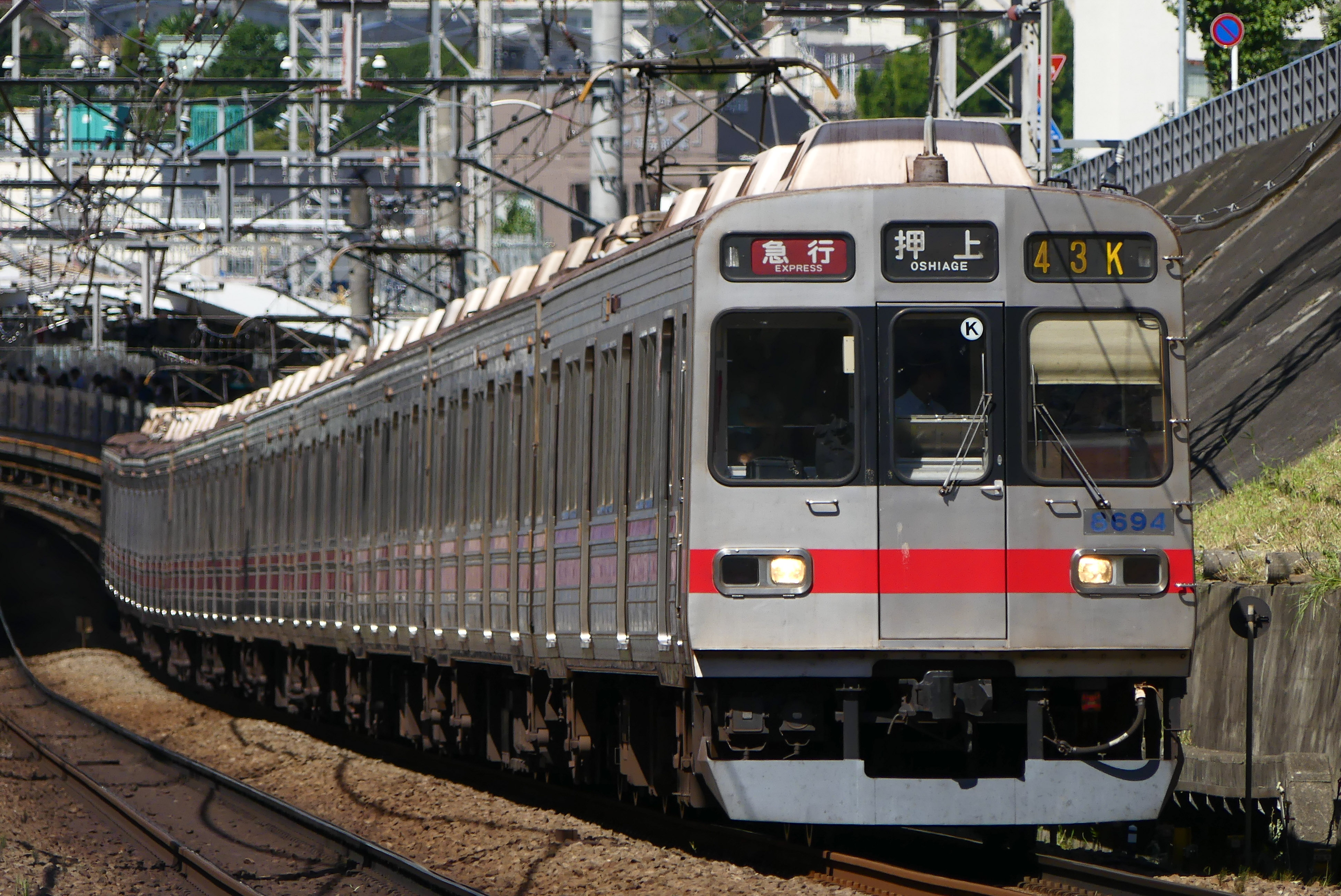
田園都市線転属後の8590系
（2018年8月17日 / 宮前平駅）

東横線への5050系投入により、2005年（平成17年）8月に8691Fが長津田車両工場に入場して大井町線向けに転用改造され、5両編成 (M2c-M1-T-M2-M1c) となった。そして8003Fの代替として同年11月24日に大井町線で運行を開始した。Mc車は補助電源装置である静止形インバータ (SIV) 設置のためHS-20G型空気圧縮機 (CP) を撤去し、代わりにM2車にHB-2000型CPを搭載した。また、パンタグラフも廃車された8000系8003Fで使用していたシングルアーム式のものに交換した。この転用改造で余剰となった3両（サハ8391・デハ8291・デハ8191）は保留車となった。
2006年（平成18年）にはさらなる東横線への5050系投入により、8692Fと8693Fは8691Fと同様の改造と5両編成化を行って大井町線に転属したほか、8694Fと8695Fは10両編成として田園都市線に転属した。これにより、2005年度発生分と合わせて5両が余剰車となり、このうち4両が2007年3月26日付けで8090系初の廃車となった。
8692Fは2006年3月に長津田車両工場に入場し、同年3月27日に大井町線で営業運転を開始し、同年3月18日に実施されたダイヤ改正による運用増に対応した。その後、同年10月にシングルアーム式パンタグラフに交換された。
8693Fは2006年6月29日に長津田車両工場へ回送し、同年8月11日の昼間に梶が谷駅 - 中央林間駅間で試運転を実施し、同年8月14日から大井町線で営業運転を開始した 。その後、同年11月にシングルアーム式パンタグラフに交換された。
8694Fは2006年8月1日に長津田検車区経由で鷺沼へ回送した。同月下旬には長津田へ回送し、田園都市線向けの転用改造を施工した上で同年8月28日にデハ8195とデハ8295を組み込んで10両編成とし、同年10月31日から田園都市線・半蔵門線で運行を開始した。
8695Fは2006年7月31日に長津田へ回送した後、同年8月9日にデハ8199・デハ8299を組み込み10両編成とした。組み込んだ車両は同年7月末に車両点検を実施した。田園都市線向けの転用改造を施工した上で田園都市線に再復帰し、同年9月25日から運用を開始した。
田園都市線用の8694F・8695Fとも自動放送装置を備えている。また方向幕を2007年（平成19年）4月5日のダイヤ改正時に準急対応のものへ交換した。
2014年（平成26年）9月にはスカートが取り付けられた。
余剰車は元8691Fのサハ8391・デハ8291・デハ8191、元8692Fのサハ8393、元8693Fのサハ8395の5両であり、これらは長津田検車区の片隅にまとめて留置されたが、デハ8291・サハ8391・サハ8393・サハ8395の4両は2007年3月26日付けで、デハ8191は2008年6月9日付けで廃車除籍（解体）された。

### 大井町線用車両の外観変化
2006年3月18日からの大井町線⇔田園都市線直通急行の運転開始に伴い、誤乗防止のために正面の帯を赤色から赤色→黄色のグラデーションに変更し、また大井町線を表す認識ステッカーも側面を含めて貼付した。なお、側面の赤帯は従来のままである。さらに、大井町線所属の8090系8081F - 8089F も2006年4月下旬より順次8590系（8691F・8692F）と同様の帯色とステッカーに変更した。

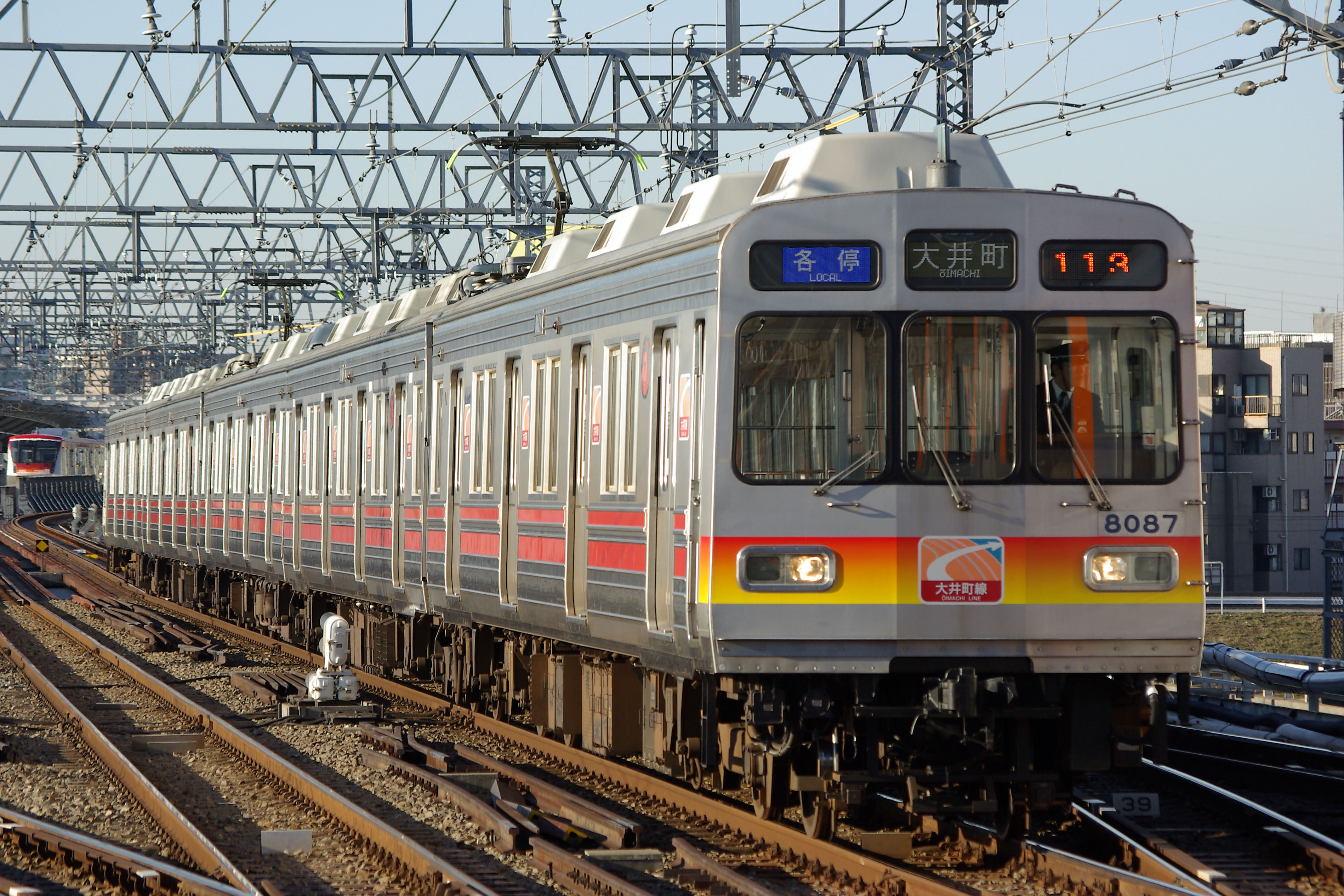
リニューアル後の大井町線用8090系
（2008年2月17日 / 二子玉川駅）

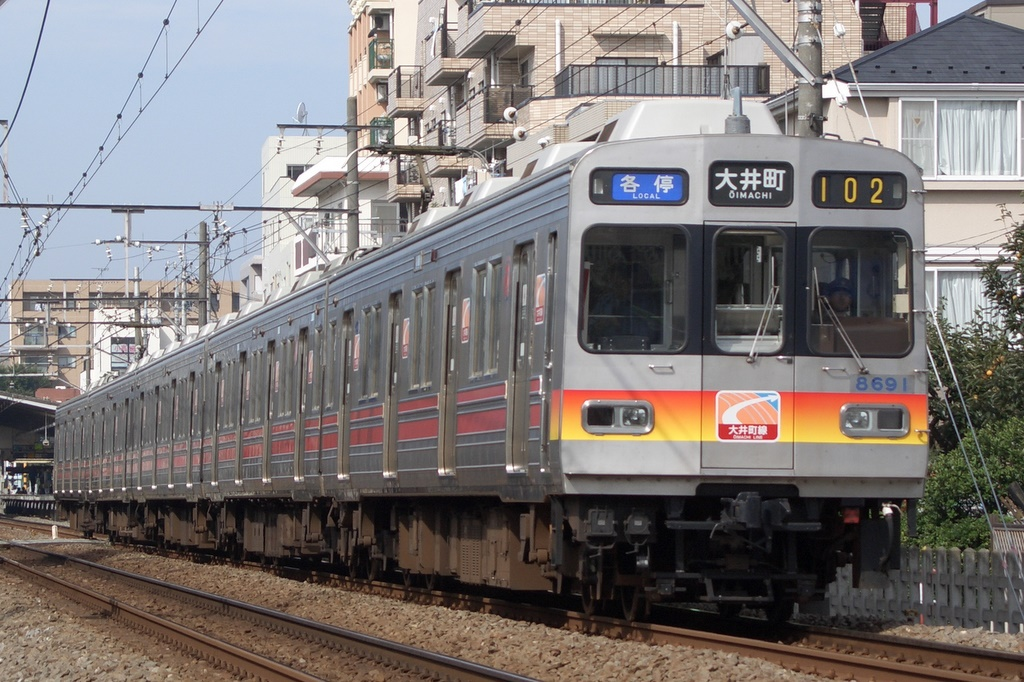
塗装変更後の大井町線用8590系
（2006年10月15日 / 尾山台駅 - 九品仏駅間）

大井町線用8090系は2007年9月から2008年3月までに全編成の前面と側面行先表示器の行先表示部分が字幕式から白色LEDに、前面と側面行先表示器種別表示部分がフルカラーLED、前面運行番号表示器が三色LEDにそれぞれ交換された 。急行灯はLED化の際に撤去し、その部分は塞がれた。
これらの表示器は2000系と同一で、書体はすべてゴシック体である。表示方法は2000系と同様で、日本語⇔ローマ字の交互表示を行っている。ただし、初期に交換された8085F - 8089Fはしばらくの間、2000系のような表示を行っておらず、日本語とローマ字を併記している関係で、書体は2000系と比較すると細くなっていた。
また、8083Fは、一時期前面：併記・側面：交互表示の組み合わせとなっていた。これらの編成は2008年3月までにすべての表示器が交互表示タイプに変更された。また、2006年度に前面赤帯で存置された8091F - 8099Fは、2008年3月上旬にグラデーション帯に交換された。
なお、前面帯は赤帯時代は前照灯・尾灯サイズに合わせていたが、グラデーション変更後は赤帯よりも太めになっている。これは8590系も同様である。初期車の8091F - 8095Fは前照灯・尾灯の一部にかかるのみとなっている。

### 8090系の運用終了
8090系は前述の8590系導入により、5両編成10本が東横線から大井町線に転配されて運用に就いていた。
2009年度には8091Fが2009年（平成21年）5月に運用を離脱し、長津田車両工場へ回送された 。その後、デハ8292とデハ8491は廃車・解体処分となった。残った先頭車2両とデハ8192は改造工事の上、2010年1月に秩父鉄道に譲渡された。
2010年度には8083Fが2010年5月に、8085Fが2010年6月に運用を離脱した 。その後は8093Fが2010年9月に、8087Fが2011年1月に運用を離脱した。いずれも運用離脱後は長津田車両工場へと回送され、デハ8290形とデハ8490形は解体とし、残った先頭車2両とデハ8190形は改造の上、秩父鉄道へ譲渡された。
2011年度は8095Fが2011年9月に、8089Fが2012年3月に運用を離脱した 。2012年度には8590系にも離脱が始まり 、2012年9月に8692Fが、2013年2月に8693Fが、同年3月には8097Fが運用を離脱した。2012年度末時点では8090系は8099Fと8081F、8590系は8691Fが残った。
大井町線に最後まで残存した8090系2編成にはどちらも2013年5月初旬より、それまで前面の「大井町線」ステッカーが貼られていた位置にヘッドマークが貼り付けされた 。8081Fでは両端の先頭車に「FINAL RUN 8090系」、8099Fでは溝の口方（8080号車）に「ありがとう8090系 二子玉川乗務区」、大井町方（8099号車）に「さようなら 大井町線 8090系」となっている。

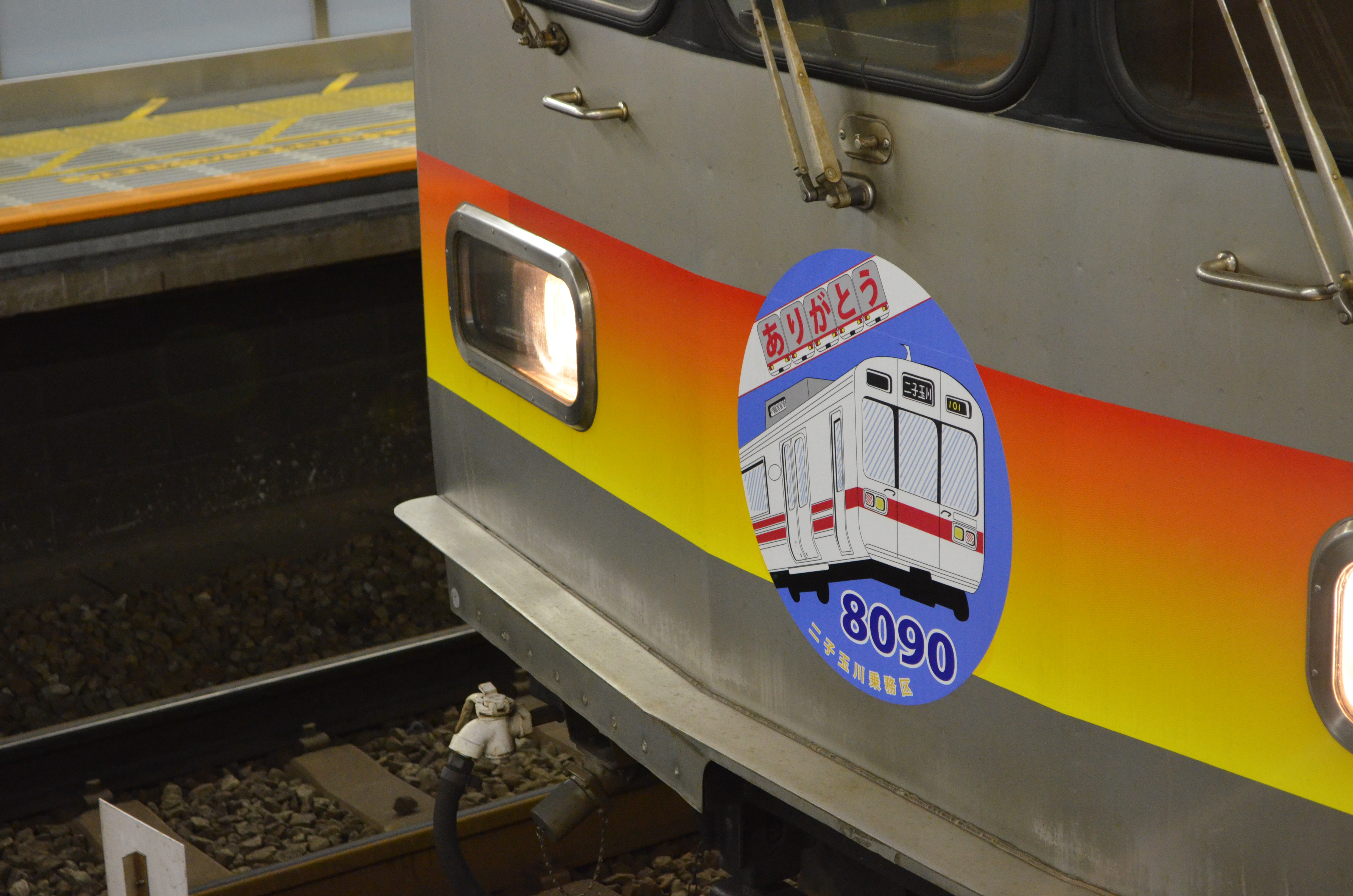
8080号車に貼り付けされたヘッドマーク
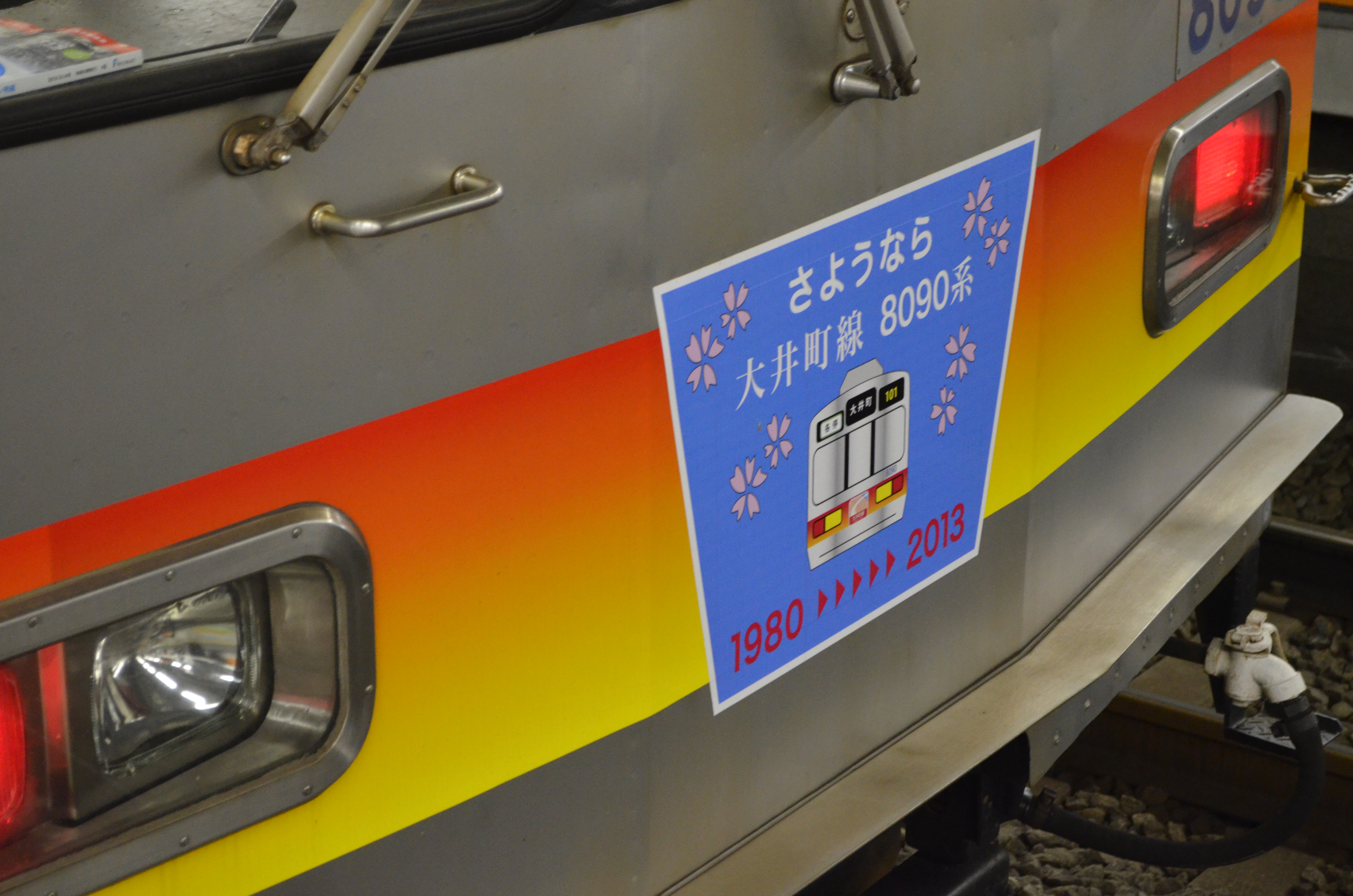
8099号車に貼り付けされたヘッドマーク
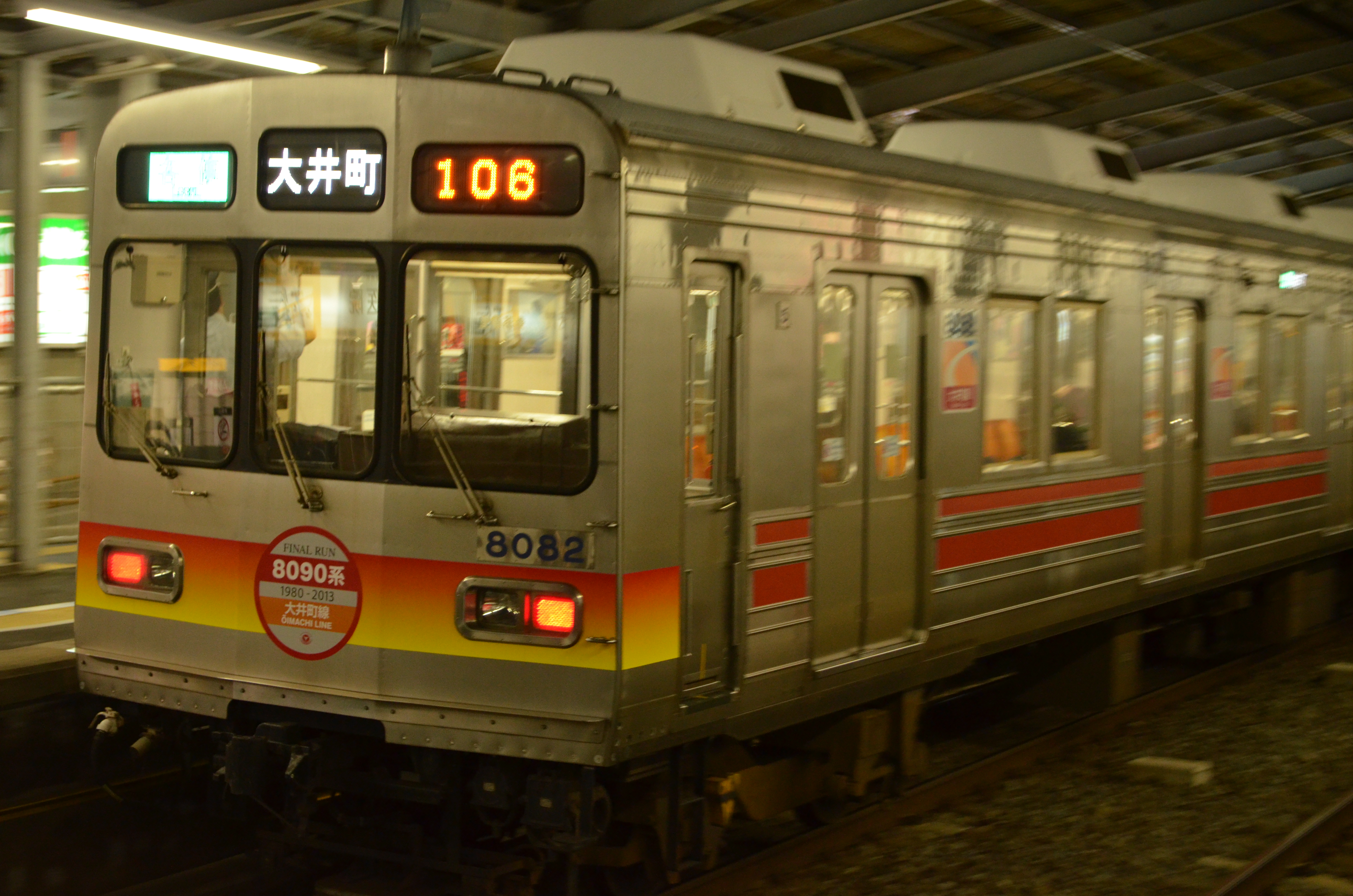
8081Fの両先頭車に貼り付けされたヘッドマーク

### 8590系の運用終了
大井町線からの撤退後も田園都市線用の8590系は引き続き運用されていたが、2020系の増備に伴い8500系に先立って置き換えられることとなり、2018年12月11日に8695Fが恩田工場に回送された。最後まで残った8694Fについても2019年2月27日に恩田工場に回送され、東急線における本系列の運用は全て終了した。

## 編成表

### 東横線運用当時
8090系
|            | ← 渋谷桜木町 →   | ← 渋谷桜木町 → | ← 渋谷桜木町 →  | ← 渋谷桜木町 →  | ← 渋谷桜木町 → | ← 渋谷桜木町 →  | ← 渋谷桜木町 →  | ← 渋谷桜木町 →   | 入籍日                              | 次車分類          |
| 号車       | 1                | ◇2             | 3               | ◇4              | 5              | 6               | ◇7              | 8                | 入籍日                              | 次車分類          |
| 形式・車種 | クハ8090 （Tc2） | デハ8490 （M） | デハ8290 （M2） | デハ8190 （M1） | サハ8390 （T） | デハ8290 （M2） | デハ8190 （M1） | クハ8090 （Tc2） | 入籍日                              | 次車分類          |
| 搭載機器   | MG               | cont           | SIV×2 CP,BT     | CONT            |                | SIV CP×2,BT     | CONT            | （SIV）          | 入籍日                              | 次車分類          |
| 車両重量   | 27.51 t          | 32.57 t        | 32.45 t         | 32.57 t         | 23.9t          | 31.97 t         | 32.57 t         | 25.91 t          | 入籍日                              | 次車分類          |
| 車号       | 8091             | 8491           | 8291            | 8191            | 8391           | 8292            | 8192            | 8092             | 1980年12月27日 8491は1983年10月20日 | 12-1次 8491は15次 |
| 車号       | 8093             | 8492           | 8293            | 8193            | 8392           | 8294            | 8194            | 8094             | 1982年2月19日 8492は3月31日         | 13次              |
| 車号       | 8095             | 8493           | 8295            | 8195            | 8393           | 8296            | 8196            | 8096             | 1982年3月31日                       | 13次              |

|            | ← 渋谷桜木町 →   | ← 渋谷桜木町 →  | ← 渋谷桜木町 →  | ← 渋谷桜木町 → | ← 渋谷桜木町 → | ← 渋谷桜木町 →  | ← 渋谷桜木町 →  | ← 渋谷桜木町 →   | 入籍日         | 次車分類 |
| 号車       | 1                | 2               | ◇3              | 4              | ◇5             | 6               | ◇7              | 8                | 入籍日         | 次車分類 |
| 形式・車種 | クハ8090 （Tc2） | デハ8290 （M2） | デハ8190 （M1） | サハ8390 （T） | デハ8490 （M） | デハ8290 （M2） | デハ8190 （M1） | クハ8090 （Tc2） | 入籍日         | 次車分類 |
| 搭載機器   | SIV              | SIV,CP,BT       | CONT            | SIV,CP,BT      | cont           | SIV,CP,BT       | CONT            |                  | 入籍日         | 次車分類 |
| 車両重量   | 28.5 t           | 31.7 t          | 32.57 t         | 27.7 t         | 32.57 t        | 31.7 t          | 32.57 t         | 25.5 t           | 入籍日         | 次車分類 |
| 車号       | 8097             | 8297            | 8197            | 8394           | 8494           | 8298            | 8198            | 8098             | 1984年12月9日  | 16次     |
| 車号       | 8099             | 8299            | 8199            | 8395           | 8495           | 8280            | 8180            | 8080             | 1985年2月9日   | 16次     |
| 車号       | 8081             | 8281            | 8181            | 8396           | 8496           | 8282            | 8182            | 8082             | 1985年2月23日  | 16次     |
| 車号       | 8083             | 8283            | 8183            | 8397           | 8497           | 8284            | 8184            | 8084             | 1985年3月9日   | 16次     |
| 車号       | 8085             | 8285            | 8185            | 8398           | 8498           | 8286            | 8186            | 8086             | 1985年4月6日   | 16次     |
| 車号       | 8087             | 8287            | 8187            | 8399           | 8499           | 8288            | 8188            | 8088             | 1985年11月10日 | 17次     |
| 車号       | 8089             | 8289            | 8189            | 8390           | 8490           | 8290            | 8190            | 8090             | 1980年11月15日 | 17次     |

8590系（2電源化後）
|            | ← 渋谷横浜・元町・中華街 → |                 |                |                 |                 |                |                 |                  |
| 号車       | 1                          | ◇2              | 3              | 4               | ◇5              | 6              | 7               | ◇8               |
| 形式・車種 | デハ8690 （M2c）           | デハ8190 （M1） | サハ8390 （T） | デハ8290 （M2） | デハ8190 （M1） | サハ8390 （T） | デハ8290 （M2） | デハ8590 （M1c） |
| 搭載機器   | CP,BT                      | CONT            | SIV            | CP,BT           | CONT            | SIV            | CP,BT           | CONT             |
| 車号       | 8691                       | 8193            | 8391           | 8291            | 8191            | 8392           | 8293            | 8591             |
| 車号       | 8692                       | 8197            | 8393           | 8295            | 8195            | 8394           | 8297            | 8592             |
| 車号       | 8693                       | 8181            | 8395           | 8299            | 8199            | 8396           | 8281            | 8593             |
| 車号       | 8694                       | 8185            | 8397           | 8283            | 8183            | 8398           | 8285            | 8594             |
| 車号       | 8695                       | 8189            | 8399           | 8287            | 8187            | 8390           | 8289            | 8595             |

| 凡例 | | |
| - CONT：主制御器 （1C8M） - cont：主制御器 （1C4M） - MG：電動発電機140kVA - （SIV）：冷房用電源（静止形インバータ）50kVA - SIV：冷房用電源（静止形インバータ）170kVA - SIV:静止形インバータ 10kVA（青字車両：100kVA） | - CP：HB-2000型空気圧縮機 - CP：HS-20G型空気圧縮機 - BT：蓄電池（バッテリー） - ◇:パンタグラフ - ＜:シングルアームパンタグラフ - 太字車号・[車]：車椅子スペース | - 次車分類は以下のとおり - 12-1次：1980年度投入 - 13次：1981年度投入 - 15次：1983年度投入 - 16次：1984年度投入 - 17-1次：1985年度投入 - 20次：1988年度投入（デハ8690形・デハ8590形10両） - 入籍日・転属日・次車分類は「鉄道ファン」2006年9月号「東急8000系ファミリーの記録2」付属「東急8000系ファミリー車歴表」から作成。 |

### 大井町線用
8090系 大井町線用
|            | ← 大井町二子玉川・溝の口・鷺沼・長津田・中央林間 → | ← 大井町二子玉川・溝の口・鷺沼・長津田・中央林間 → | ← 大井町二子玉川・溝の口・鷺沼・長津田・中央林間 → | ← 大井町二子玉川・溝の口・鷺沼・長津田・中央林間 → | ← 大井町二子玉川・溝の口・鷺沼・長津田・中央林間 → | 東横線 →大井町線転属日 | 運用離脱時期 |
| 号車       | 1                                                  | <2                                                 | 3                                                  | <4                                                 | 5                                                  | 東横線 →大井町線転属日 | 運用離脱時期 |
| 形式・車種 | クハ8090 （Tc2）                                   | デハ8490 （M）                                     | デハ8290 （M2）                                    | デハ8190 （M1）                                    | クハ8090 （Tc1）                                   | 東横線 →大井町線転属日 | 運用離脱時期 |
| 搭載機器   | SIV or MG                                          | cont                                               | SIV CP×2,BT                                        | CONT                                               | BT                                                 | 東横線 →大井町線転属日 | 運用離脱時期 |
| 車号       | 8091                                               | 8491                                               | 8292                                               | 8192                                               | 8092                                               | 1988年9月1日           | 2009年5月    |
| 車号       | 8093                                               | 8492                                               | 8294                                               | 8194                                               | 8094                                               | 1988年8月16日          | 2010年9月    |
| 車号       | 8095                                               | 8493                                               | 8296                                               | 8196                                               | 8096                                               | 1988年10月9日          | 2011年9月    |
| 車号       | 8097                                               | 8494                                               | 8298                                               | 8198                                               | 8098                                               | 1988年9月25日          | 2013年3月    |
| 車号       | 8099                                               | 8495                                               | 8280                                               | 8180                                               | 8080                                               | 1988年11月16日         | 2013年5月    |
| 車号       | 8081                                               | 8496                                               | 8282                                               | 8182                                               | 8082                                               | 1988年10月24日         | 2013年5月    |
| 車号       | 8083                                               | 8497                                               | 8284                                               | 8184                                               | 8084                                               | 1988年12月17日         | 2010年5月    |
| 車号       | 8085                                               | 8498                                               | 8286                                               | 8186                                               | 8086                                               | 1988年12月6日          | 2010年6月    |
| 車号       | 8087                                               | 8499                                               | 8288                                               | 8188                                               | 8088                                               | 1988年12月24日         | 2011年1月    |
| 車号       | 8089                                               | 8490                                               | 8290                                               | 8190                                               | 8090                                               | 1989年1月16日          | 2012年3月    |

デハ8290・8298（青字）は100kVA-SIV（新型）を、デハ8282・8296（赤字）は100kVA-SIV（旧型）を設置。
8590系 大井町線用
|            | ← 大井町二子玉川・溝の口・鷺沼・長津田・中央林間 → | ← 大井町二子玉川・溝の口・鷺沼・長津田・中央林間 → | ← 大井町二子玉川・溝の口・鷺沼・長津田・中央林間 → | ← 大井町二子玉川・溝の口・鷺沼・長津田・中央林間 → | ← 大井町二子玉川・溝の口・鷺沼・長津田・中央林間 → | 運用離脱時期 |
| 号車       | 1                                                  | <2                                                 | 3                                                  | 4                                                  | <5                                                 | 運用離脱時期 |
| 形式・車種 | デハ8690 （M2c）                                   | デハ8190 （M1）                                    | サハ8390 （T）                                     | デハ8290 （M2）                                    | デハ8590 （M1c）                                   | 運用離脱時期 |
| 搭載機器   | SIV                                                | CONT                                               | SIV                                                | CP×2 BT×2                                          | CONT                                               | 運用離脱時期 |
| 車号       | 8691                                               | 8193                                               | 8392                                               | 8293                                               | 8591                                               | 2013年6月    |
| 車号       | 8692                                               | 8197                                               | 8394                                               | 8297                                               | 8592                                               | 2012年9月    |
| 車号       | 8693                                               | 8181                                               | 8396                                               | 8281                                               | 8593                                               | 2013年2月    |

8181・8193・8197は東横線所属時に車椅子スペースを設置した。ただし大井町線では2号車は車椅子スペースとしては案内していない。
8590系 田園都市線用
|            | ← 押上・渋谷中央林間 → |                 |                |                 |                 |                 |                 |                |                 |                  |
| 号車       | 1                      | ◇2              | 3              | 4               | ◇5              | 6               | ◇7              | 8              | 9               | ◇10              |
| 形式・車種 | デハ8690 （M2c）       | デハ8190 （M1） | サハ8390 （T） | デハ8290 （M2） | デハ8190 （M1） | デハ8290 （M2） | デハ8190 （M1） | サハ8390 （T） | デハ8290 （M2） | デハ8590 （M1c） |
| 搭載機器   | CP,BT                  | CONT            | SIV            | CP,BT           | CONT            | CP,BT           | CONT            | SIV            | CP,BT           | CONT             |
| 車号       | 8694                   | 8185            | 8397           | 8295            | 8195            | 8283            | 8183            | 8398           | 8285            | 8594             |
| 車号       | 8695                   | 8189            | 8399           | 8299            | 8199            | 8287            | 8187            | 8390           | 8289            | 8595             |

8185・8189は東横線に復帰後（田園都市線在籍時は車椅子スペースの設置を行っていない）、車椅子スペースを設置したが、田園都市線では車椅子スペースとして案内していない。

## 譲渡

### 秩父鉄道

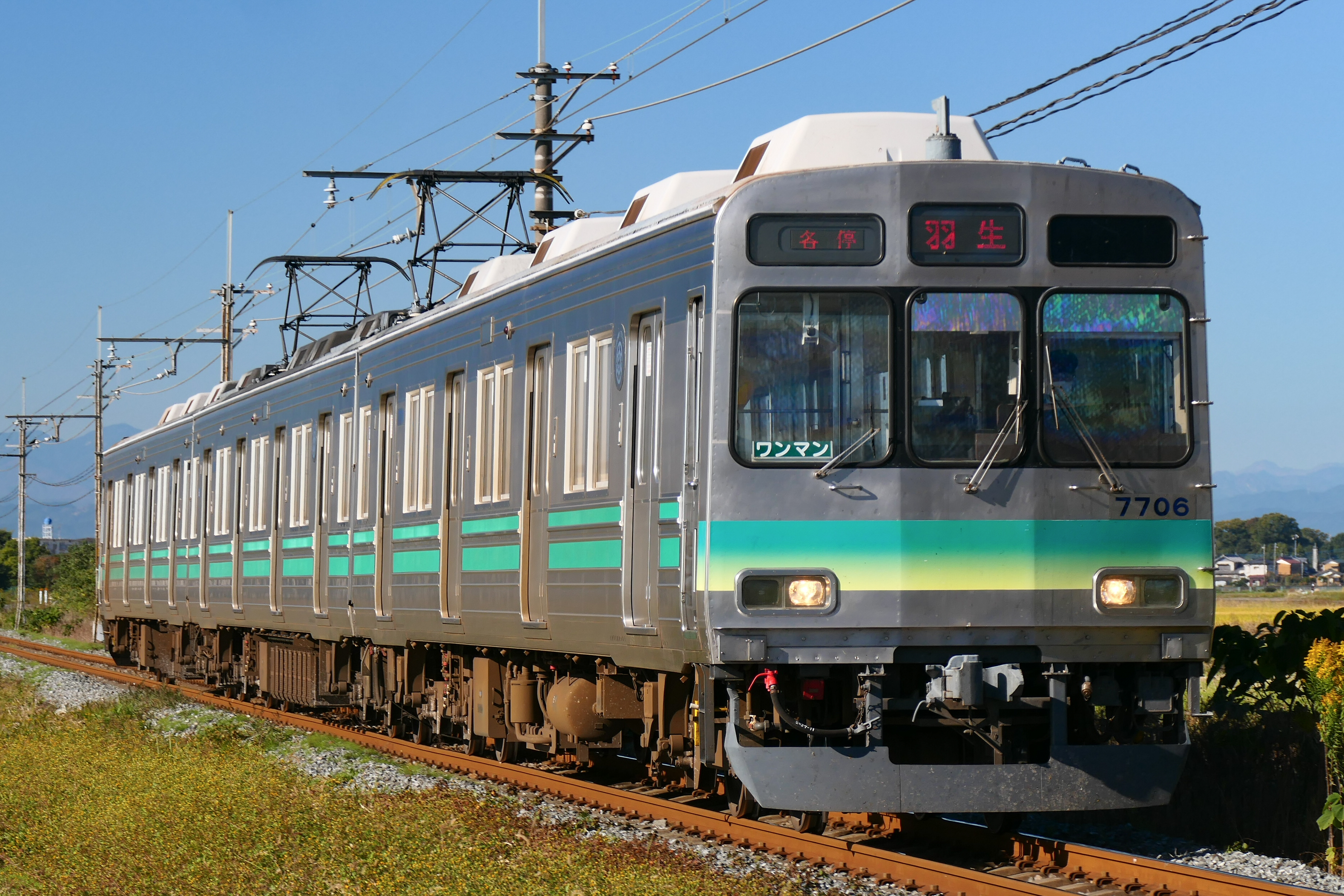
秩父鉄道7500系（2022年10月 武州荒木駅 - 新郷駅間）

先述の通り8090系はその引退に合わせてドア半自動化などの改造を受け、秩父鉄道に一部が譲渡された。3両編成の7500系が2010年に、中間車を先頭車化した2両編成の7800系が2013年に運行開始している。

### 富山地方鉄道

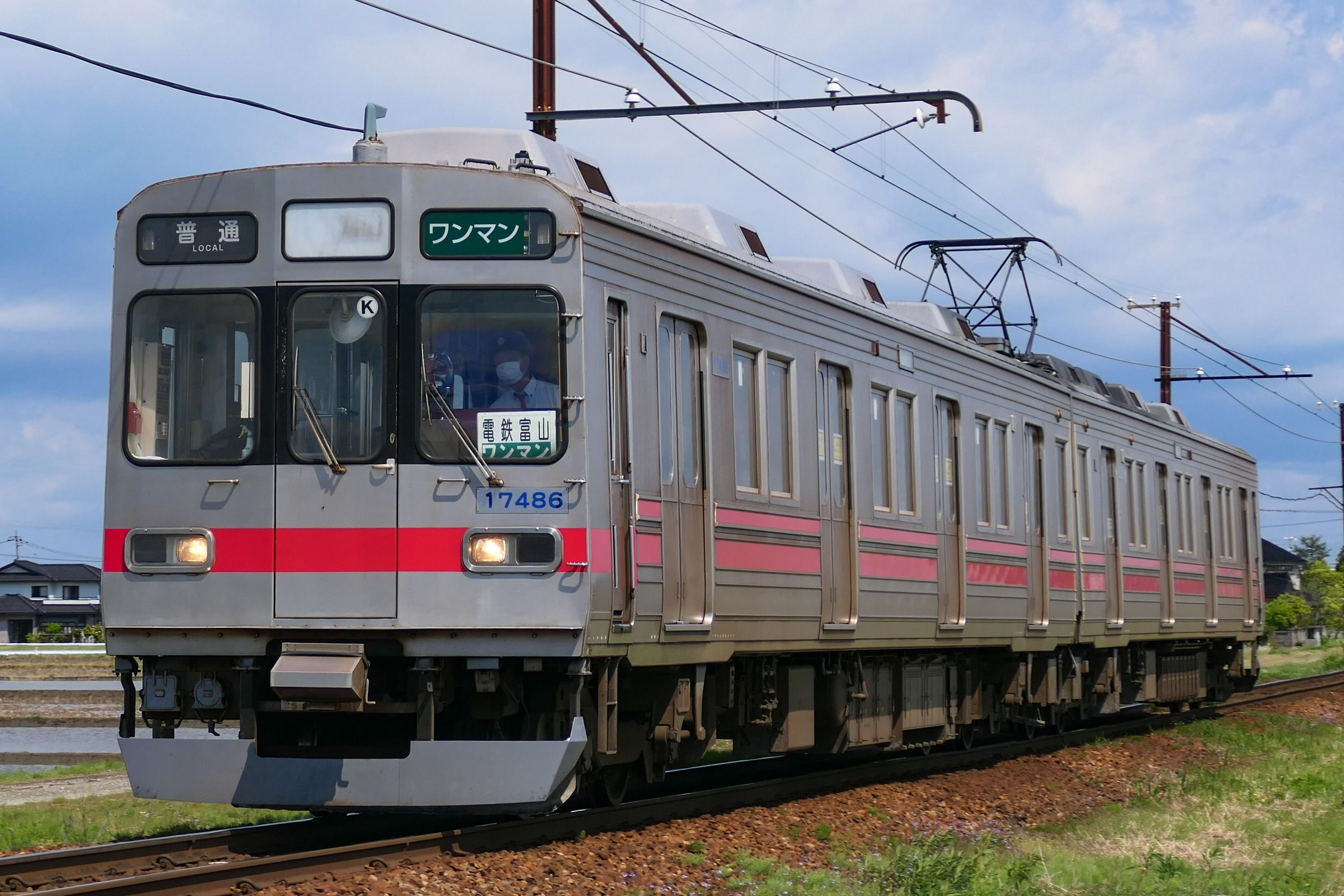
富山地方鉄道17480形（2022年5月 新宮川駅 - 上市駅間）

2013年、富山地方鉄道はクハ171形の代替目的で東急テクノシステムから8590系を購入、17480形として同年11月から営業運転を開始。2019年10月には、8694・8695Fの両端先頭車計4両を追加で購入した。
- 第1編成：モハ17481（デハ8592）- モハ17482（デハ8692）
- 第2編成：モハ17483（デハ8593）- モハ17484（デハ8693）
- 第3編成：モハ17485（デハ8594）- モハ17486（デハ8694）
- 第4編成　モハ17487（デハ8595）- モハ17488（デハ8695）

この他、部品取り用としてデハ8181が譲渡されている。
運用に当たっては両端の2ドアのみを使用し、中間2つのドアは常時締切扱いとなっている。
オールロングシートのため同社の他の車両とは設備面で大きな差があるものの、運用面での区別はなされていない。
なお、第3編成と第4編成には東武直通非対応編成を示すサークルKステッカーと呼ばれるシールが東急時代から剥がされずに残っている。

## その他

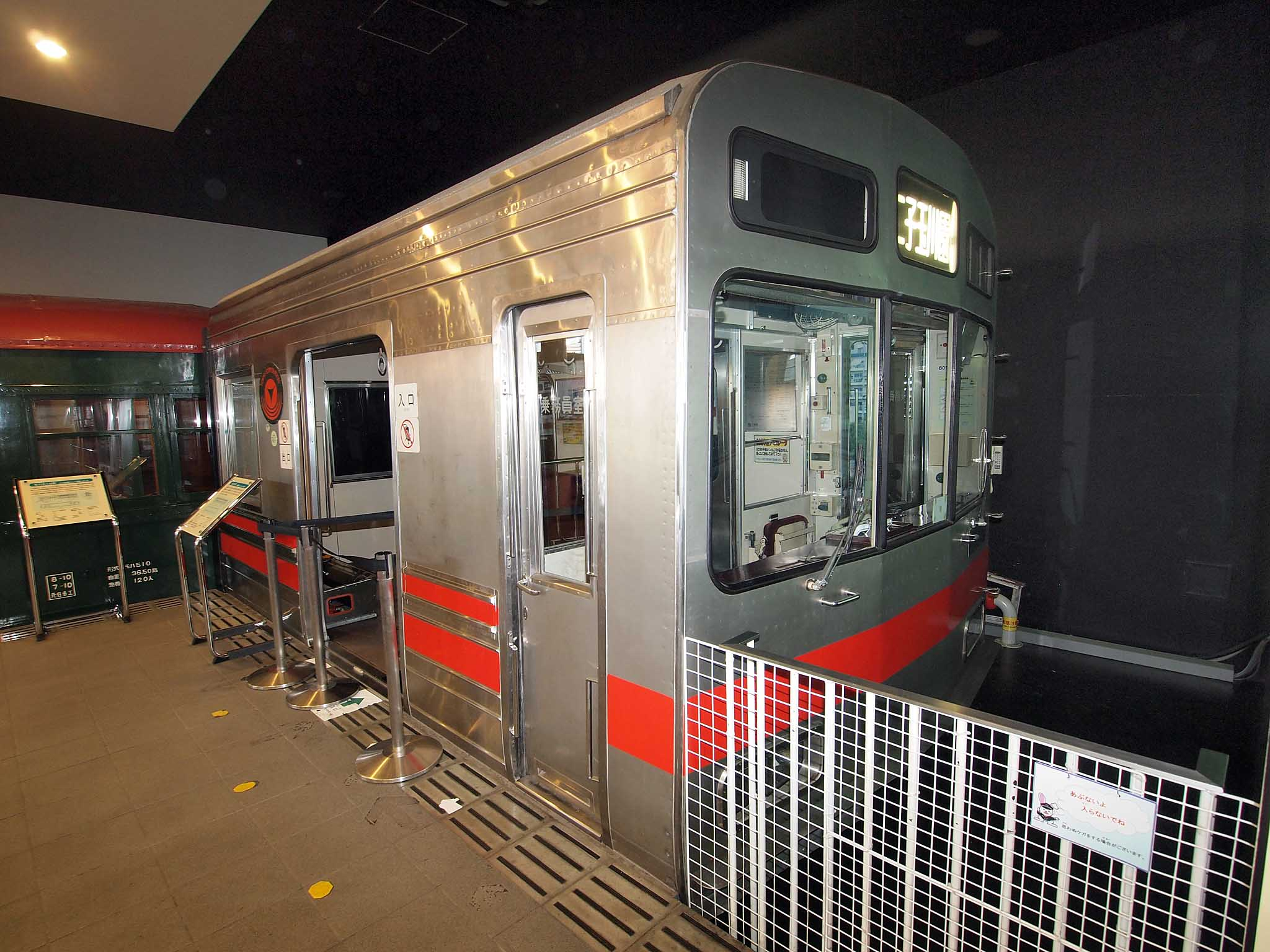
電車とバスの博物館の8090系シミュレーター

- 東京急行電鉄スタンプラリーPART10 - 12のストーリーに登場するキャラクター「電車くん」（漫画：三鷹公一）は8090系がモデルである。
- 電車とバスの博物館に8090系の運転シミュレータが設置されている。車両番号は8090号で実車では5次車に当たるが、4次車登場前に製造されたため、前照灯の位置は3次車に準じている。計器類は稼働当初はATCに非対応の原型タイプのものであったが、2016年（平成28年）2月19日の同館リニューアルにあわせ末期の大井町線時代のものを再現したATC対応の運転台に交換された。同シミュレータでは田園都市線長津田駅→二子玉川駅間、大井町線二子玉川駅→大井町駅間、東横線渋谷駅→横浜駅間の運転が可能。
- 前述の秩父鉄道および富山地方鉄道のほかに、上信電鉄においても老朽化した在来車両の置き換え用として本系列と東武8000系電車の比較検討が行われていたが、東急側の廃車時期が同社の計画と合致しなかったことや、沿線に存在する富岡製糸場の世界遺産登録によって補助金が増額され、新造車（7000形）導入の目処が立ったことを理由として見送られている[39]。
- 2020年（令和2年）12月より、渋谷エクセルホテル東急の客室1部屋に、本系列で使用されていたマスター・コントローラーを用いた運転シミュレータが設置された[40]。